# 2011년 MTV 무비 어워드
제20회 MTV 무비 & TV 어워드는 2011년 6월 5일에 열린 시상식이다.

## 수상 및 후보

### 최고의 영화상
- 이클립스 - 데이빗 슬레이드 수상
- 블랙 스완 - 대런 아로노프스키
- 해리 포터와 죽음의 성물 - 1부 - 데이빗 예이츠
- 인셉션 - 크리스토퍼 놀란
- 소셜 네트워크 - 데이빗 핀처

### 최고의 남자배우상
- 이클립스 - 로버트 패틴슨 수상
- 해리 포터와 죽음의 성물 - 1부 - 다니엘 래드클리프
- 이클립스 - 테일러 로트너
- 세인트 클라우드 - 잭 에프론
- 소셜 네트워크 - 제시 아이젠버그

### 최고의 여자배우상
- 이클립스 - 크리스틴 스튜어트 수상
- 이지 A - 엠마 스톤
- 해리 포터와 죽음의 성물 - 1부 - 엠마 왓슨
- 저스트 고 위드 잇 - 제니퍼 애니스톤
- 블랙 스완 - 나탈리 포트만

### 주목할만한 배우상
- 킥 애스: 영웅의 탄생 - 클로이 모레츠 수상
- 소셜 네트워크 - 앤드류 가필드
- 더 브레이브 - 헤일리 스테인펠드
- 그린 호넷 - 주걸륜
- 트론: 새로운 시작 - 올리비아 와일드
- 이클립스 - 자비에르 사무엘

### 최고의 키스상
- 이클립스 - 크리스틴 스튜어트 수상
- 인셉션 - 엘리엇 페이지
- 해리 포터와 죽음의 성물 - 1부 - 엠마 왓슨 & 다니엘 래드클리프
- 이클립스 - 크리스틴 스튜어트
- 블랙 스완 - 나탈리 포트만 & 밀라 쿠니스

### 최고의 싸움상
- 이클립스 - 로버트 패틴슨 수상
- 파이터 - 에이미 아담스
- 킥 애스: 영웅의 탄생 - 클로이 모레츠 vs. 마크 스트롱
- 해리 포터와 죽음의 성물 - 1부 - 다니엘 래드클리프 vs. 루퍼트 그린트 vs. 헬레나 본햄 카터
- 인셉션 - 조셉 고든 레빗

### 최고의 악당상
- 해리 포터와 죽음의 성물 - 1부 - 톰 펠튼 수상
- 그린 호넷 - 크리스토프 왈츠
- 룸메이트 - 레이튼 미스터
- 아이언맨 2 - 미키 루크
- 토이 스토리 3 - Ned Beatty

### 최고의 코믹연기상
- 이지 A - 엠마 스톤 수상
- 저스트 고 위드 잇 - 아담 샌들러
- 친구와 연인사이 - 애쉬튼 커쳐
- 겟 힘 투 더 그릭 - 러셀 브랜드
- 듀 데이트 - 자흐 갈리피아나키스

### 최고의 공포연기상
- 인셉션 - 엘리엇 페이지 수상
- 피라냐 - 제시카 스자르
- 룸메이트 - 민카 켈리
- 라스트 엑소시즘 - 애슐리 벨
- 베리드 - 라이언 레이놀즈

### 최고의 액션 스타상
- 킥 애스: 영웅의 탄생 - 클로이 모레츠 수상
- 아이 엠 넘버 포 - 알렉스 페티퍼
- 베스트 키드 - 제이든 스미스
- 인셉션 - 조셉 고든 레빗
- 아이언맨 2 - 로버트 다우니 주니어

### 최고의 명대사
- 그로운 업스 - 알렉시스 니콜 산체즈 수상
- 이지 A - 아만다 바인즈
- 소셜 네트워크 - 제시 아이젠버그
- 소셜 네트워크 - 저스틴 팀버레이크 & 앤드류 가필드
- 인셉션 - 톰 하디

### 최고의 놀라운 순간
- 저스틴 비버: 네버 세이 네버 - 저스틴 비버 수상
- 127 시간 - 제임스 프랭코
- 인셉션 - 레오나르도 디카프리오 & 엘렌 페이지
- 블랙 스완 - 나탈리 포트만
- 잭애스 3-D - 스티브 오

### MTV 제너레이션상
- 리즈 위더스푼 수상